# Partido Socialista Organizado en Venezuela
El Partido Socialista Organizado en Venezuela (PSOEV) es un partido político venezolano de alcance nacional basado en la ideología del socialismo democrático.
Fue fundado en 2006 e inscrito formalmente ante el Consejo Nacional Electoral (CNE) el 11 de julio del mismo año por sus directivos fundadores Alejandro Moncada, Edgar Gómez, Faride Hobacay, Carlos Córdoba y Raúl León.
En la actualidad está habilitado para participar en elecciones.

## Ideología
El partido se contrapone al sistema capitalista, que según el PSOEV, busca solamente sus propios beneficios, y el almacenamiento de riquezas afincándose en la explotación de los trabajadores, la evasión de impuestos y tributos, y la especulación (usura-sobreprecio) con bienes y servicios excesivamente elevados.[cita requerida]
Según el PSOEV, los abusos flagrantes del poder monopólico han originado que la base de acumulación de capital se materialice en los elevados márgenes de ganancia que implica el alza constante de precios sin ninguna razón más que la explotación directa e indirecta del pueblo.[cita requerida]
En su sitio web describieron que su organización tenía fines «patrióticos, nacionalistas, sociales y desarrollista [sic]» . De igual manera, se señalan a sí mismos como un «instrumento» que está «basado en una ideología socialista, respetando los liderazgos de base y al poder popular en todas sus expresiones».

## Historia y fundación
El Partido Socialista Organizado en Venezuela se fundó y legalizó en el año 2006 inspirado por el Partido Socialista Obrero Español (PSOE), con quien hoy día no se tiene ningún tipo de vínculo político.
Fue inscrito formalmente ante el Consejo Nacional Electoral (CNE) el 11 de julio del mismo año, por sus directivos César Vera, Edgar Gómez, Faride Hobacay, Carlos Córdoba y Raúl León. Hoy en día, es un partido crítico y de vanguardia que busca profundizar y coadyuvar a la construcción del socialismo en Venezuela.Elecciones regionales de 2008
En las elecciones regionales de 2008, algunos dirigentes formaron alianzas dentro de la plataforma del Gran Polo Patriótico y lograron impulsar candidaturas de algunos gobernadores. Lograron alcanzar más de 30 mil votos a nivel nacional 

### Elecciones regionales de 2012
A nivel nacional y de cara a las elecciones del 16 de diciembre de 2012 postularon y apoyaron a todos los candidatos a gobernadores del expresidente Hugo Chávez. En más de 10 estados se logró la alianza con los partidos aliados del Gran Polo Patriótico.
En el estado Bolívar este partido logró aportar al gobernador Francisco Rangel Gómez en su segundo periodo de gobierno elegido por más de 3 500 votantes; convirtiéndose en el séptimo partido con mayor electores en la entidad, por encima de otros partidos nacionales de más edad de fundados.
En Sucre la dirección regional del PSOEV en este estado oriental se enfocó en la victoria de su candidato.
En Aragua el PSOEV apoyó la candidatura del candidato del Gran Polo Patriótico, Tareck El Aissami, quien resultó victorioso en las elecciones regionales de 2012.

### Elecciones municipales de 2013
Para las elecciones municipales de 2013, el PSOEV en Cojedes logra inscribir una gran cantidad de candidatos a las diferentes alcaldías y concejalías. En Portuguesa se consolida el PSOEV con 2 alcaldías con candidatos propios y en el resto de los municipios con el GPPSB y los partidos aliados. En Bolívar de la mano del entonces secretario nacional de organización César Vera se convierte en la primera organización política en postular candidatos en todos los municipios del estado.
En Yaracuy contando con la alianza del los sectores sociales del GPPSB y el Movimiento Nacional de la Gente del Deporte la organización política PSOEV inscribe diversos candidatos.
En Falcón el PSOEV por primera vez en su historia política logra alcanzar en el estado Falcón su primer alcalde, específicamente en el municipio Tocopero, con el candidato Neptaly Quero. Además de lograr un concejal en Bolívar, Jesús Campo. De la misma manera se obtiene un escaño más de concejal en el municipio Sucre con Fernando Arellano. En este estado ésta tolda política se convirtió en la segunda fuerza política oficialista en ese entonces.

### Elecciones regionales de 2017
En las elecciones regionales de 2017 el Consejo Nacional Electoral rechazó la candidatura de Antonia Muñoz a la Gobernación del estado Portuguesa, quien fue postulada bajo la tarjeta del PSOEV.